# Кочетов, Алексей Николаевич
Алексе́й Никола́евич Ко́четов (21 июля 1910, Новоладожский уезд, Санкт-Петербургская губерния — 25 мая 2004) — советский и российский религиовед и буддолог, специалист в области истории и теории религии (в первую очередь буддизма и ламаизма). Доктор философских наук, профессор. Один из авторов «Атеистического словаря» и «Настольной книги атеиста».

## Биография
Родился 21 июля 1910 года на Успенском острове в семье врача. В 1932 году окончил музееведо-краеведческое отделение Ленинградского историко-филологического института по монгольскому циклу.
В 1932—1940 годы — научный сотрудник Института культуры Бурятской АССР, заведующий отделом, заместитель директора по науке Бурятского антирелигиозного музея.
Учился в аспирантуре Института философии АН СССР (руков. Ю. П. Францев и Ф. И. Щербатской), но учёбу прервала начавшая Великая Отечественная война. В 1941—1949 годы — в армии: доброволец Ленинградской армии народного ополчения, политработник гвардейской стрелковой дивизии. После войны — начальник отделения культуры Советской военной администрации земли Саксония (Дрезден) и начальник отдела искусства Дома советской культуры Советской военной администрации в Германии в Берлине.
После демобилизации в 1949 году — аспирант Ленинградского театрального института.
В 1952—1962 годах — директор Ленинградского театрального музея.
В 1963 году в ЛГУ имени А. А. Жданова защитил диссертацию на соискание учёной степени кандидата философских наук по теме «Проблемы критики идеологии буддизма».
В 1963—1964 годы — директор Музея-усадьбы Л. Н. Толстого «Ясная Поляна».
В 1964—1992 годы — старший преподаватель, доцент, профессор кафедры марксистско-ленинской философии МГПИ имени В. И. Ленина.
В 1974 году в МГПИ имени В. И. Ленина защитил диссертацию на соискание учёной степени доктора философских наук по теме «Философские и социологические аспекты критики ламаизма».
Член Союза журналистов СССР и Всероссийского театрального общества. Член Центрального правления Советского общества дружбы с ГДР и Исполнительного комитета Общества советско-индийской дружбы.
Награждён двумя орденами и восемью медалями.
Умер 25 мая 2014 года.

## Научная деятельность
Научную, журналистскую и лекционную работу в области атеизма и вопросов культуры начал в 1930 г. Опубликовал в общей сложности около 140 печ. листов, в том числе 11 отдельных книг и брошюр.
А. Н. Кочетовым был предложен собственный подход по выявлению причин возникновения в Индии буддизма. Он рассматривает теорию дхарм как сочетание двух разновидностей идеализма — субъективного и объективного.
Некоторые его работы посвящены теории культуры, связанной со сферой служебной деятельности.

### Избранные труды

#### Монографии
- Кочетов А. Н. Театры Петербурга-Ленинграда // Музыка, театр, кино Петербурга-Ленинграда: [Очерки] / В. В. Горданов и др.; О-во по распространению полит. и науч. знаний РСФСР. Ленингр. отд-ние. — Л.: Знание, 1957. — 63 с. — 15 200 экз.
- Кочетов А. Н. Занавес не опускается. — Л.: Искусство, 1962. — 100 с. — 7000 экз.
- Кочетов А. Н. Буддизм / Ред. В. В. Струве; Академия наук СССР. — М.: Наука, 1965. — 199 с. — (Научно-популярная серия). — 28 000 экз.
- Кочетов А. Н. Буддизм. — Политиздат, 1968. — 175 с. — (Библиотека «Современные религии»). — 41 000 экз.
- Кочетов А. Н. Ламаизм. — М.: Наука, 1973. — 199 с. — (Научно-атеистическая серия). — 25 000 экз.
- Кочетов А. Н. Буддизм-ламаизм. — М.: Знание, 1976. — 63 с. — (Новое в жизни, науке, технике; Серия «Научный атеизм» ; № 4). — 55 300 экз.
- Кочетов А. Н. Искусство и религия. — М.: Знание, 1978. — 64 с. — (Новое в жизни, науке, технике; Сер. «Эстетика» ; № 10). — 110 960 экз.
- Кочетов А. Н. Критика мировоззренческих основ буддизма. — М., 1980.
- Кочетов А. Н. Буддизм / Отв. ред. А. Д. Литман. — 2-е изд., перераб. — М.: Наука, 1983. — 177 с. — (Научно-атеистическая серия). — 100 000 экз.
- Кочетов А. Н. Буддизм / Сост. Я. Боцман. — М. ; Харьков: Эксмо: Фолио, 2002. — 828 с. — (Антология мысли). — ISBN 5-699-00628-1. ISBN 966-03-0640-7 (В прил.: Повесть о блистательном принце Гэндзи / Мурасаки Сикибу. Записки у изголовья / Сей-Сенагон).

#### Статьи
- Кочетов А. Н. Происхождение буддизма // Ежегодник Музея истории религии АН СССР. — М.; Л., 1957. — Вып. 1.
- Ильин Д. Ф., Кочетов А. Н. Буддизм и основы его учения // Наука против религии: В 3 кн. Кн. 2: Общество и религия / Ред. коллегия: П. Н. Федосеев и др.; АН СССР. Ин-т философии. Акад. обществ. наук при ЦК КПСС. Ин-т науч. атеизма; Отв. ред. Э. А. Асратян. — М.: Наука, 1967. — С. 171—207. — 506 с.
- Кочетов А. Н. Изучение буддизма в СССР // Вопросы научного атеизма. Вып. 4. Победы научно-атеистического мировоззрения в СССР за 50 лет / Акад. обществ. наук ЦК КПСС. Ин-т научного атеизма. — М.: Мысль, 1967. — С. 427—444. — 463 с. — 22 000 экз.
- Кочетов А. Н. Буддизм и основные положения его учения // Общество и религия. — М., 1968.
- Кочетов А. Н. Русская общественная мысль XIX — начала XX века и буддизм // Актуальные вопросы марксистско-ленинской философии. — М., 1971.
- Кочетов А. Н. О так называемой «теории познания» буддизма // Социальная ответственность ученых и идеологическая борьба. — М., 1989.

#### Составление и научная редакция
- Строительство социализма и утверждение научно-материалистического, атеистического мировоззрения (в регионах распространения ламаизма): [сборник статей] / Акад. обществ. наук при ЦК КПСС, Ин-т науч. атеизма, ВПШ при ЦК МНРП; Редкол.: А. Н. Кочетов, В. Д. Тимофеев (отв. редакторы) и др. — М.: Мысль, 1981. — 176 с. — 7000 экз.
- Искусство и религия: (Сборник трудов) / Моск. гос. пед. ин-т им. В. И. Ленина, Кафедра марксистско-ленинской философии; [Ред. коллегия: д-р филос. наук А. Н. Кочетов (отв. ред.) и др.]. — М.: МГПИ имени В. И. Ленина, 1976. — 203 с. — 1500 экз.
- Святой чёрт. Тайна Григория Распутина. Воспоминания. Документы. Материалы следственной комиссии / Сост. А. В. Кочетов. — М.: Книжная палата, 1990. — 322 с. — ISBN 5-7000-0235-3.

## Отзывы
Буддолог Е. А. Торчинов указывал, что дело Б. Д. Дандарона очень негативно повлияло на советскую буддологию: некоторые буддологи либо потеряли возможность издавать свои работы, либо им пришлось покинуть страну, также существенные проблемы появлялись и у новых молодых буддологов. В то же время, как отмечал Торчинов, одновременно «поощрялись псевдонаучные и, по существу, антибуддийские опусы типа книг московского атеиста А. Н. Кочетова „Буддизм“ и „Ламаизм“».

Главный редактор журнала «Наука и религия» О. Т. Брушлинская оценивает Кочетова следующим образом: 
Тогда говорили, что в советском атеизме три «К» — Крывелёв, Кочетов и Климович, которые основательно громили соответственно христианство, буддизм и ислам. Все они очень стремились на страницы журнала. Но мы старались так редактировать их статьи, чтобы хотя бы не допускать оскорбления чувств верующих. Конечно, мы выполняли поставленную нам задачу — показывать преимущества научного мировоззрения. Но это не было дикое, воинствующее безбожие. Мы всегда отстаивали свободомыслие в высоком смысле этого слова.

## Награды
- Медаль «За оборону Ленинграда» (22.12.1942)[10]
- Орден Красной Звезды (2.10.1944)[11]
- Орден Отечественной войны II степени (8.6.1945)[12]